# Kasson (Minnesota)
Kasson es una ciudad ubicada en el condado de Dodge en el estado estadounidense de Minnesota. En el Censo de 2010 tenía una población de 5931 habitantes y una densidad poblacional de 763,58 personas por km².

## Geografía
Kasson se encuentra ubicada en las coordenadas 44°1′58″N 92°44′55″O / 44.03278, -92.74861. Según la Oficina del Censo de los Estados Unidos, Kasson tiene una superficie total de 7.77 km², de la cual 7.77 km² corresponden a tierra firme y (0%) 0 km² es agua.

## Demografía
Según el censo de 2010, había 5931 personas residiendo en Kasson. La densidad de población era de 763,58 hab./km². De los 5931 habitantes, Kasson estaba compuesto por el 96.04% blancos, el 0.4% eran afroamericanos, el 0.27% eran amerindios, el 0.49% eran asiáticos, el 0% eran isleños del Pacífico, el 1.16% eran de otras razas y el 1.64% pertenecían a dos o más razas. Del total de la población el 4.22% eran hispanos o latinos de cualquier raza.